# Maï-maï
Maï-maï, Mai-Mai ou Mayi-Mayi refere-se a qualquer tipo de milícia de base comunitária ativa na República Democrática do Congo, formada para defender seu território local contra outros grupos armados. A maioria foi formada para resistir à invasão de forças ruandesas e grupos rebeldes congoleses afiliados a Ruanda, mas alguns podem ter se formado para explorar a guerra em proveito próprio, saqueando, roubando gado ou fazendo banditismo.
Grupos que se enquadram no termo "Mai-Mai" incluem grupos armados liderados por senhores da guerra, anciãos tribais tradicionais, chefes de aldeias e combatentes de resistência politicamente motivados. Uma vez que os Mai Mai tiveram apenas uma tênue coesão interna, diferentes grupos Mai-Mai se aliaram a uma variedade de governos e grupos guerrilheiros nacionais e estrangeiros em diferentes épocas. O termo Mai-Mai não se refere a nenhum movimento, afiliação ou objetivo político específico, mas a uma ampla variedade de grupos.
Os Mai-Mai são particularmente ativos nas províncias congolesas orientais na fronteira com Ruanda, Quivu do Norte e Quivu do Sul (os "Quivus"), que estavam sob o controle da facção rebelde dominada pelos baniamulenges, aliados de Ruanda, o Reagrupamento Congolês para a Democracia–Goma (RCD-Goma) durante a Segunda Guerra do Congo. Embora as milícias tenham sido comuns nos Quivus, particularmente entre a minoria de grupos étnicos Batembo e Babembe, as recentes guerras e conflitos fizeram com que um grande número de moradores formassem Mai Mai. 